# Земельный суд Вены по уголовным делам
Земельный суд Вены по уголовным делам (нем. Landesgericht für Strafsachen Wien (LGS Wien)) — государственный региональный суд компетентной юрисдикции федеральной земли Вены. Суд расположен в городе Вена.
Адрес суда: 1080 Вена, Йозефштадт, Ландесгерихтсштрасе, 11, тел. +43 1 40127-0.
Географические координаты Земельного суда Вены по уголовным делам: 48°12′48″ с. ш. 16°21′20″ в. д.
Руководство суда (2016):
- Председатель земельного суда — Магистр Фридрих Форстхубер;
- заместитель председателя суда — Доктор Эва Брахтель;
- заместитель председателя суда — Магистр Хенриетте Брайтенберг-Ценненберг;
- администратор суда — Зиглинде Кафоль.

## Полномочия суда
Земельный суд Вены по уголовным делам является судом региональной инстанции и  рассматривает уголовные дела, поступающие от двенадцати, существующих в настоящее время, районных судов Вены, находящихся в территориальной подсудности данного суда (Внутренний город Вена, Дёблинг, Донауштадт, Йозефштадт, Леопольдштадт, Лизинг, Майдлинг, Фаворитен, Флоридсдорф, Фюнфхаус, Хернальс и Хитцинг) за преступления, срок заключения за которые превышает 1 год и за определённые преступления (например, за опасные угрозы), независимо от сроков тюремного заключения. Кроме того, Земельный суд Вены по уголовным делам, является судом второй инстанции и рассматривает апелляции на постановления районных судов Вены, находящихся в территориальной подсудности данного суда. Для уголовных дел, которые подпадают под юрисдикцию Центральной прокуратуры Вены, по борьбе с экономическими и коррупционными преступлениями в ходе расследования (задержания и полномочий) также несёт ответственность Земельный суд Вены по уголовным делам. Кроме того, здесь созданы специальные судебные отделы по экономическим уголовным делам и т. п.
Территориальная юрисдикция Земельного суда Вены по уголовным делам охватывает всю Вену, а с 1 января 2016 года и часть политического округа Вин-Умгебунг (бывший судебный округ Пуркерсдорф). Вышестоящим судом для него является Высший земельный суд Вены.
⇑

## Здание суда
Региональный Земельный суд Вены по уголовным делам размещается в здании на Ландесгерихтсштрасе, 11,
Для лиц, которые получили приглашение в качестве стороны по делу или свидетелей на слушание, рекомендуется входить в офисное здание со входа, расположенного на Виккенбурггассе, 22 (нем. Wickenburggasse 22).
Для всех других целей (например, в сервисный центр или для въезда, посещение тюрьмы Вена-Йозефштадт (нем. Wien-Josefstadt)) рекомендуется использование входа с Ландесгерихтсштрасе, 11 (нем. Landesgerichtsstraße 11).
- Цокольный этаж: входной контроль, депозитарий (хранилище, архив), сервисный центр, большой зал для присяжных заседателей.
- 1-й этаж: залы суда 101÷106; бизнес-подразделения (1, 3, 6, 7, 8, 9, 12, 31, 33 и 35).
- 2-й этаж: Председатель суда; бюро суда (канцелярия и т. п.); офисы 201÷211; бизнес-подразделения (2, 4, 5, 11, 13, 14, 15, 16, 17 и 18), апелляционное отделение; департамент исполнения наказаний.
- 3-й этаж: залы судебных заседаний 301÷311.[7]

⇑

## История
Предыстория
Революция 1848 года повлияла существенным образом на австрийскую юрисдикцию того времени, сформировав предпосылки, действующие и по сегодняшний день. Судоустройство, созданное в те времена, существенно не претерпело изменений до нашего времени. Было создано четыре уровня судов следующих типов: районные суды, земельные суды, высшие региональные (апелляционные) суды и Верховный суд. Эти четыре вида судебных инстанций  были дифференцированы по размеру иска или тяжести преступления, вплоть до апелляции принятых ими решений в вышестоящих судах. Верховный суд, как последняя инстанция, уже был в Вене и во времена империи и его функции с 1918 года до сегодняшнего дня (за исключением периода национал-социализма) оставались практически неизменными.
Следующий уровень, ниже Верховного суда, формируется высшими судами. В 1855 году их было во всей империи девятнадцать, а сегодня их осталось в Австрии только четыре, а именно — в Вене, Граце, Инсбруке и Линце. Они действуют в основном в качестве апелляционных судов. Далее следуют так называемые суды первой инстанции. Этот собирательный термин стал необходимым, поскольку, помимо районных судов, были ещё земельные, а также другие специальные районные суды: коммерческие, ювенильные и по вопросам социального и трудового права. Из всех этих судов, существовавших со времён монархии, естественно, уже значительное число не существует. В пределах современной Австрии их было первоначально семнадцать, а в настоящее время  — двадцать после того, как был распущен в 2003 г. Венский суд по делам молодежи.
Иерархия
В настоящее время в юрисдикции Высшего земельного суда Вены — Земельный суд Вены по гражданским делам, Земельный суд Вены по уголовным делам, Венский коммерческий суд, Венский суд по труду и социальным вопросам, Земельный суд Айзенштадта, Земельный суд Винер-Нойштадта, Земельный суд Корнойбурга, Земельный суд Кремс-ан-дер-Донау и Земельный суд Санкт-Пёльтена. Самый низкий уровень юрисдикции, в конечном счёте, формируется в районных судах. В Вене (в современных границах) было первоначально 9 районных судов. Это количество судов сохранялось довольно длительное время, пока не увеличилось до 12. Районные суды, подпадающие под юрисдикцию Земельного суда Вены по уголовным делам, в настоящее время располагаются в следующих судебных округах: Внутренний город Вена, Дёблинг, Донауштадт, Йозефштадт, Леопольдштадт, Лизинг, Майдлинг, Фаворитен, Флоридсдорф, Фюнфхаус, Хернальс и Хитцинг. За последние 160 лет помимо судебных слияний и модификации их размеров юрисдикция районных судов изменяется и из-за дифференциации пределов стоимости иска, переименований, что было естественно. Снова и снова на основании предложений или идей для реальной поддержки и изменений в содержании этой организации судебной системы. К примеру, речь шла о реорганизации трибуналов первой инстанции с распространением этой программы на районные суды. Эти суды должны были быть усилены и для того, чтобы отказаться от апелляционных судов. Но это реформирование было заблокировано. Вся система австрийского судоустройства поэтому с середины 19-го века в основном устоялась и осталась практически без изменений в вертикали власти и применяется до сих пор.
Формирование суда
⇑

## Доказательства и источники
- Австрийская информационная система Rechtsinformationssystem des Bundes (RIS)  (нем.)
- Исторические законы и нормативные акты ALEX Historische Rechts- und Gesetzestexte Online  (нем.)
- Географические справочники, 1903÷1908 GenWiki  (нем.)
- Географические справочники GenWiki  (нем.)
- Австрия GenWiki  (нем.)
- Региональный научно-исследовательский портал GenWiki  (нем.)

⇑

## Внешние ссылки
- Немецко-русский переводчик, Google
- Земельный суд Вены по уголовным делам (только районные суды Вены)  на веб-сайте Министерства юстиции Австрии  (нем.)
- Географические координаты Земельного суда Вены по уголовным делам: 48°12′48″ с. ш. 16°21′20″ в. д.HGЯO

## Лицензия
- Лицензия: Namensnennung 3.0 Österreich (CC BY 3.0 AT)  (нем.)